# Röde mosse torvströfabrik

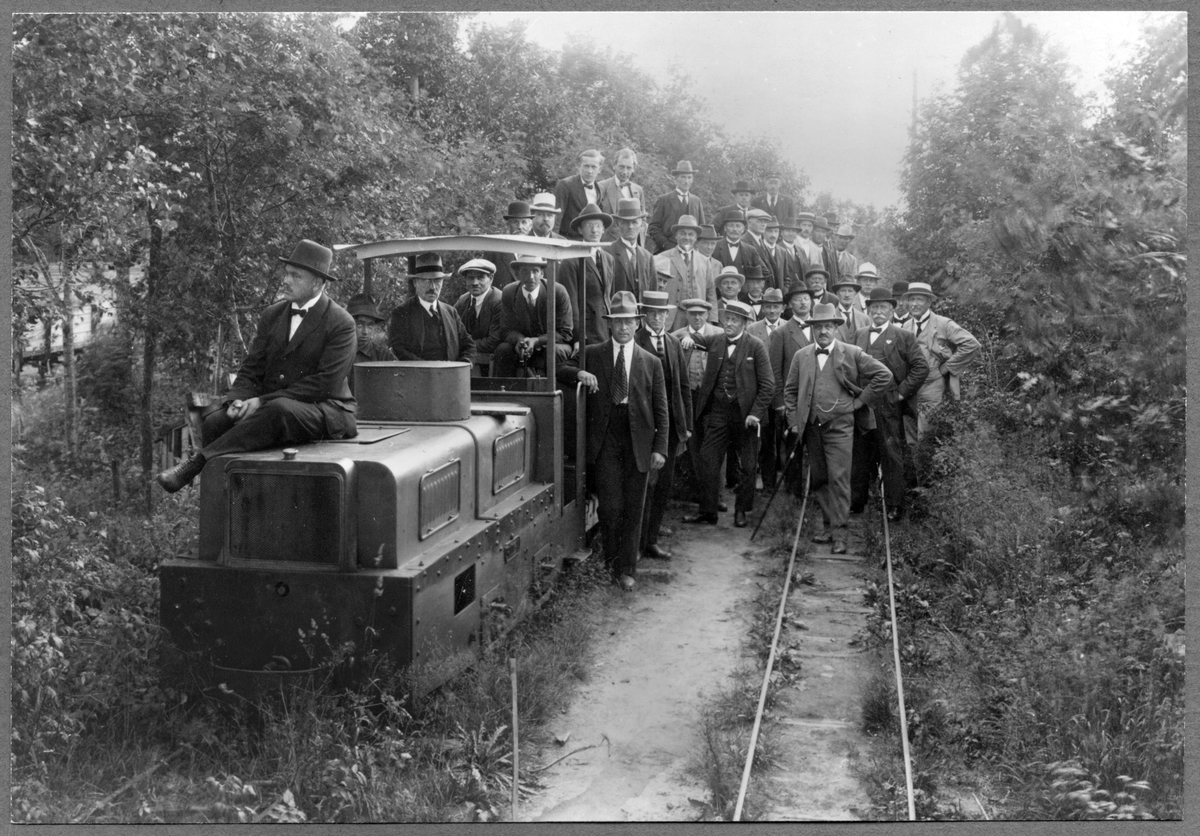
En grupp tjänstemän från ägaren Västergötland-Göteborgs Järnvägar på besök omkring 1920, vid motorloket Röde 3, tillverkat av Söderbloms Gjuteri AB i Eskilstuna 1917

Röde mosse torvströfabrik är en tidigare torvströfabrik i Stenums socken i nuvarande Skara kommun. Den uppfördes 1917 av Västergötland-Göteborgs Järnvägar för att under kristiden under första världskriget producera bränsle för att ersätta importerad stenkol till sina ånglok.
Röde mosse torvströfabrik var en stor bränntorv-, torvpulver- och torvströfabrik. Den lades ned på 1980-talet och idag återstår fabrik, lokstall, fabriksbangård med flera spår och del av en bana ut på Röde mosse vid Hornborgasjön. I lokstallet har ett söderblomslok bevarats (2010).
Fabrikens 600 mm smalspårsjärnväg gick till Härlingstorps hållplats, som låg 1,5 kilometer söder om Axvall. Den användes 1874–1966 och låg på km 18,7 på Lidköping–Skara–Stenstorps Järnväg.

## Industriloken
Västergötland–Göteborgs Järnvägar köpte 1917 tre industrilok av Söderbloms Gjuteri AB i Eskilstuna: Röde 1, Röde 2 och Röde 3, att användas på järnvägsbolagets torvtäkter. Under första världskriget eldades järnvägens reguljära ånglok på grund av avspärrningarna med torv i stället för stenkol.  
Motorloken var ursprungligen försedda med Söderbloms Gjuteris egna tvåcylindriga tiohästkrafters fotogenmotorer. Dessa byttes senare mot Chevrolet-motorer och på 1950-talet mot motorer från Volkswagen.
Röde 3 restaurerades från 1917 till körbart skick av Föreningen Ryttarens torvströfabrik med stöd från Torvfabrikernas centralförening.

## Bildgalleri

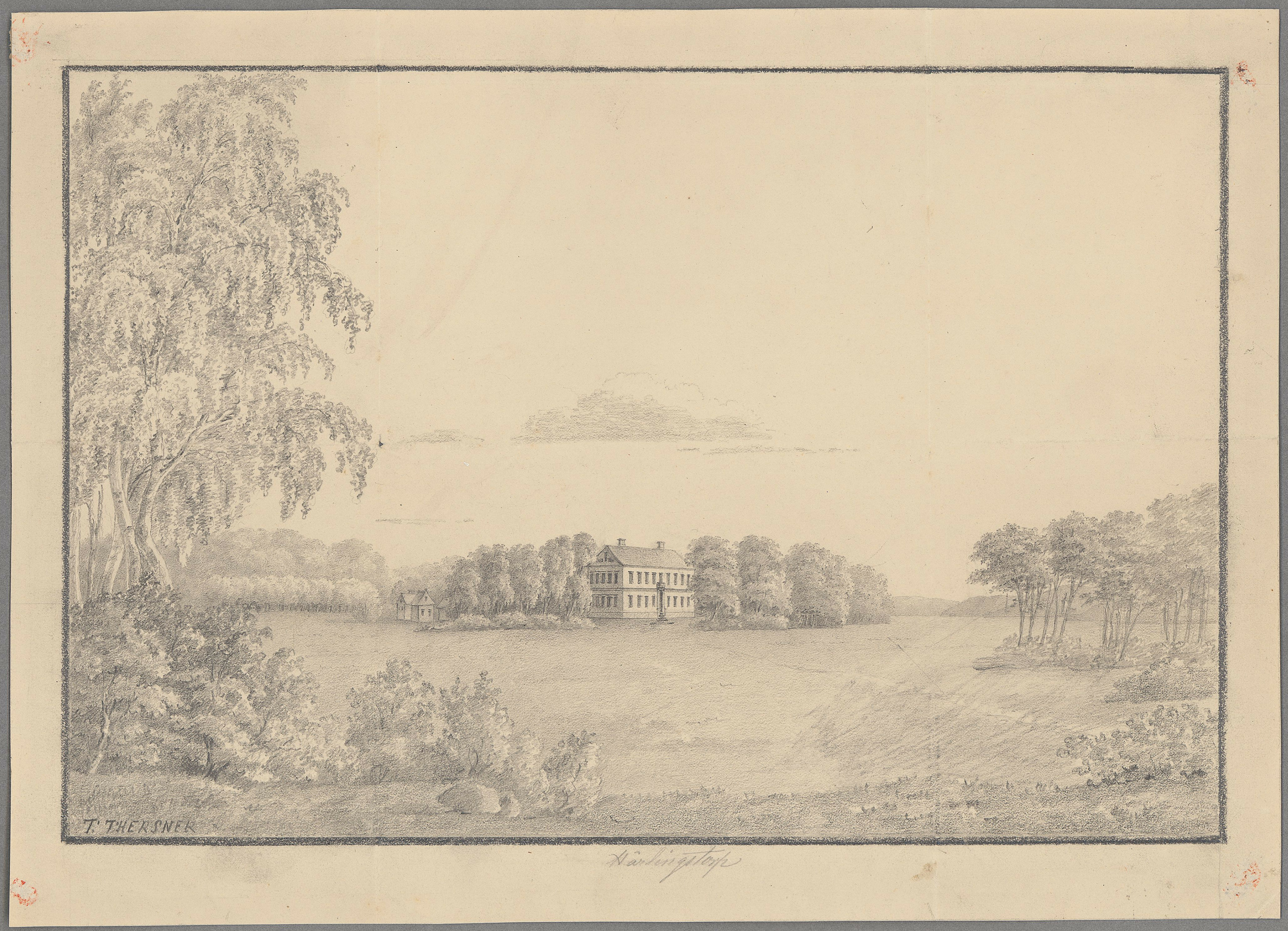
Härlingstorp, tecknat av Thora Thersner (1818–1867)
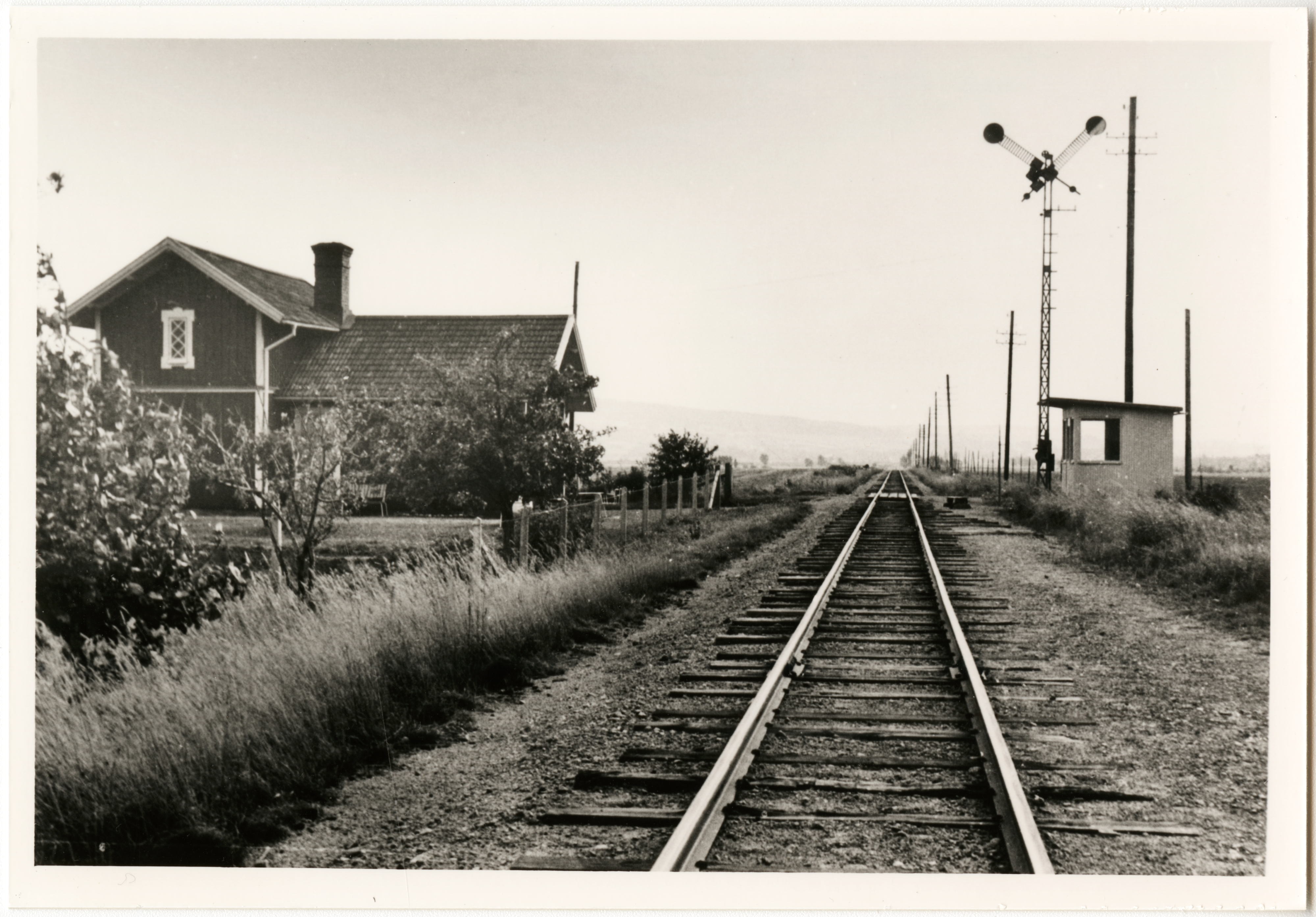
Hållplats Härlingstorp, 1957